# Bromme Sogn
Bromme Sogn 
ist eine Kirchspielsgemeinde (dän.: Sogn)
auf der Insel Sjælland im südlichen Dänemark.
Bis 1970 gehörte sie zur Harde Alsted Herred im damaligen Sorø Amt, danach zur Sorø Kommune im Vestsjællands Amt, die im Zuge der  Kommunalreform zum 1. Januar 2007 in der „neuen“ Sorø Kommune in der Region Sjælland aufgegangen ist.
Im Kirchspiel leben 402 Einwohner (Stand: 1. Januar 2023).

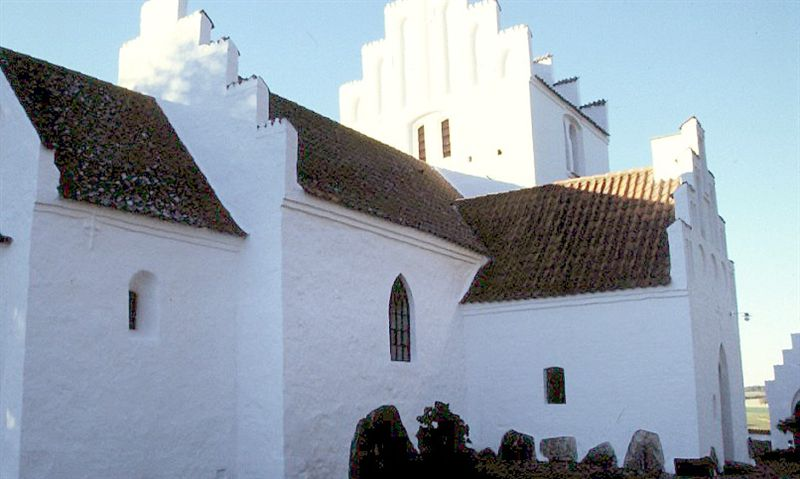
Bromme Kirke

Im Kirchspiel liegt die Kirche „Bromme Kirke“.
Nachbargemeinden sind im Nordosten Munke Bjergby Sogn und im Südosten Pedersborg Sogn, ferner in der westlich benachbarten Slagelse Kommune Kindertofte Sogn und Sorterup Sogn.